# Critical Beatdown
Critical Beatdown é o álbum de estúdio de estreia do grupo de hip hop americano Ultramagnetic MCs, lançado em 4 de outubro de 1988, pela Next Plateau Records. A produção do álbum foi tratada principalmente pelo rapper e produtor do grupo, Ced-Gee. Críticos de música elogiam o álbum por sua produção inovadora, samples baseados em funk, lirismo engenhoso e padrões complexos de rima.
Embora tenha tido pouco sucesso em seu lançamento, Critical Beatdown tem sido aclamado pela crítica como um álbum clássico da "era de ouro" do hip hop. As rimas abstratas do álbum mostraram-se amplamente influentes, desde Public Enemy até o "gangsta rap" para várias gerações de artistas do underground hip hop. Critical Beatdown foi reeditado pela Roadrunner Records em 2004, com faixas adicionais.

## Faixas
| #   | Título                                       | Produtor(es)               | Duração |
| --- | -------------------------------------------- | -------------------------- | ------- |
| 1.  | "Watch Me Now"                               | Ced-Gee, Ultramagnetic MCs | 4:40    |
| 2.  | "Ease Back"                                  | Ced-Gee, Ultramagnetic MCs | 3:24    |
| 3.  | "Ego Trippin' (Original 12" Version)"        | Ced-Gee, Ultramagnetic MCs | 5:26    |
| 4.  | "Moe Luv's Theme"                            | Ced-Gee, Ultramagnetic MCs | 2:14    |
| 5.  | "Kool Keith Housing Things"                  | Ced-Gee, Ultramagnetic MCs | 3:15    |
| 6.  | "Travelling at the Speed of Thought (Remix)" | Ced-Gee, Ultramagnetic MCs | 1:51    |
| 7.  | "Feelin' It"                                 | Ced-Gee, Ultramagnetic MCs | 3:31    |
| 8.  | "One Minute Less"                            | Ced-Gee, Ultramagnetic MCs | 1:58    |
| 9.  | "Ain't It Good to You"                       | Ced-Gee, Ultramagnetic MCs | 3:33    |
| 10. | "Funky (Remix)"                              | Ced-Gee, Ultramagnetic MCs | 3:40    |
| 11. | "Give the Drummer Some"                      | Paul C                     | 3:43    |
| 12. | "Break North"                                | Ced-Gee, Ultramagnetic MCs | 3:24    |
| 13. | "Critical Beatdown"                          | Ced-Gee, Ultramagnetic MCs | 3:42    |
| 14. | "When I Burn"                                | Ced-Gee, Ultramagnetic MCs | 2:32    |
| 15. | "Ced-Gee (Delta Force One)"                  | Ced-Gee, Ultramagnetic MCs | 2:49    |

## Paradas
| Paradas (1989)             | Melhor posição |
| -------------------------- | -------------- |
| Billboard Top Black Albums | 57             |